# Tavrai csata
A tavrai csata a rakkai offenzíva alatt lezajlott katonai offenzíva volt, melyet a Szíriai Demokratikus Erők vívtak az ISIL ellen a Tavrai-gát és Tavra városa közelében. Az SDF számára a hadművelet célja a Tavra-gát és Tavra városá környékének megszerzése volt.

## Előzmények

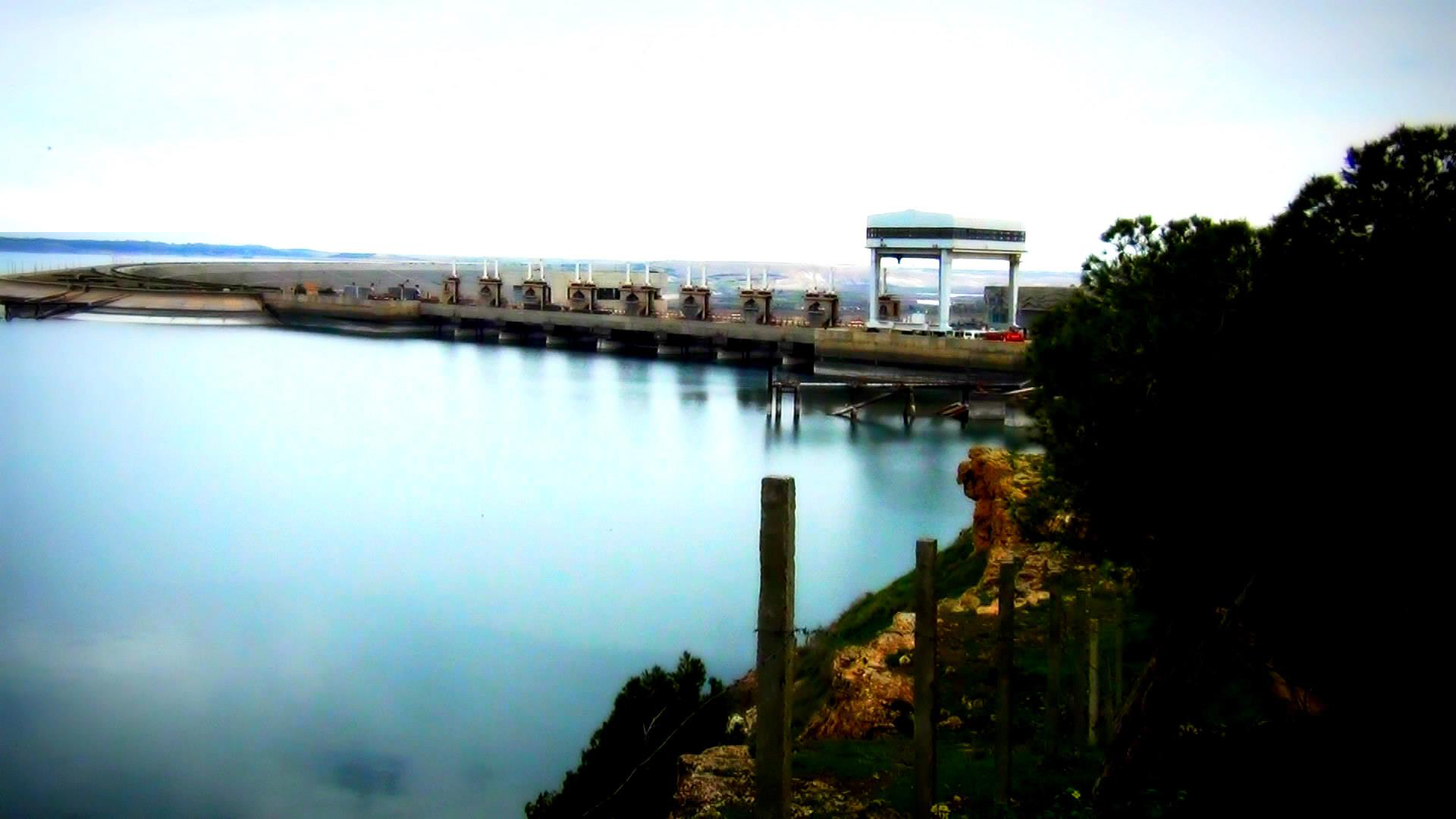
A Tavra-gát 2014-ben

A Rakka meghódításáért elindult SDF–seregek az offenzíva második részében körbevették a várost. Eközben azonban a körbe zárt területen, Rakkától nyugatra, a Tavra-gátnál ott maradtak magukat beágyazó ISIL-katonák is. A gát sérülékenysége és jelentősége miatt az SDF seregei nem rohanhatták le a gátat, és voltak olyan vélemények is, hogy az esetleg átszakadhat, ami áradáshoz vezethetne. Az ISIL azzal fenyegetőzött, hogy a gát megtámadása esetén megnyitja a zsilipeket, ennek következtében a több, mélyebben fekvő falut elöntene a víz.

### Kezdeti támadás
2017. január végén olyan hírek érkeztek, melyek szerint az ISIL több része a gát építményének belsejében rejtőzött el. Köztük több olyan magas rangú ISIL-vezető is volt, akiket az USA vezette koalíció több országa is el akart fogni. Ezzel akarták elejét venni annak, hogy a koalíció támadást indítson a célpontok ellen.
Próbatámadásokra 2017. januárban sor került már, mikor az USA Speciális Erői átlépték az Eufráteszt, és kétéltű (azaz kombinált vízi és szárazföldi) támadásokat indítottak, többek között megrohamozták az ISIL-t az SDF és a Speciális Erők összevont seregei Tavra közelében. Ezután az ISIL ellentámadást indított az SDF állásai ellen, de ezek túlnyomó többségét sikeresen visszaverték.

## Az offenzíva

### A Tavrai Repülőtér és a Tavra-gát elleni támadások

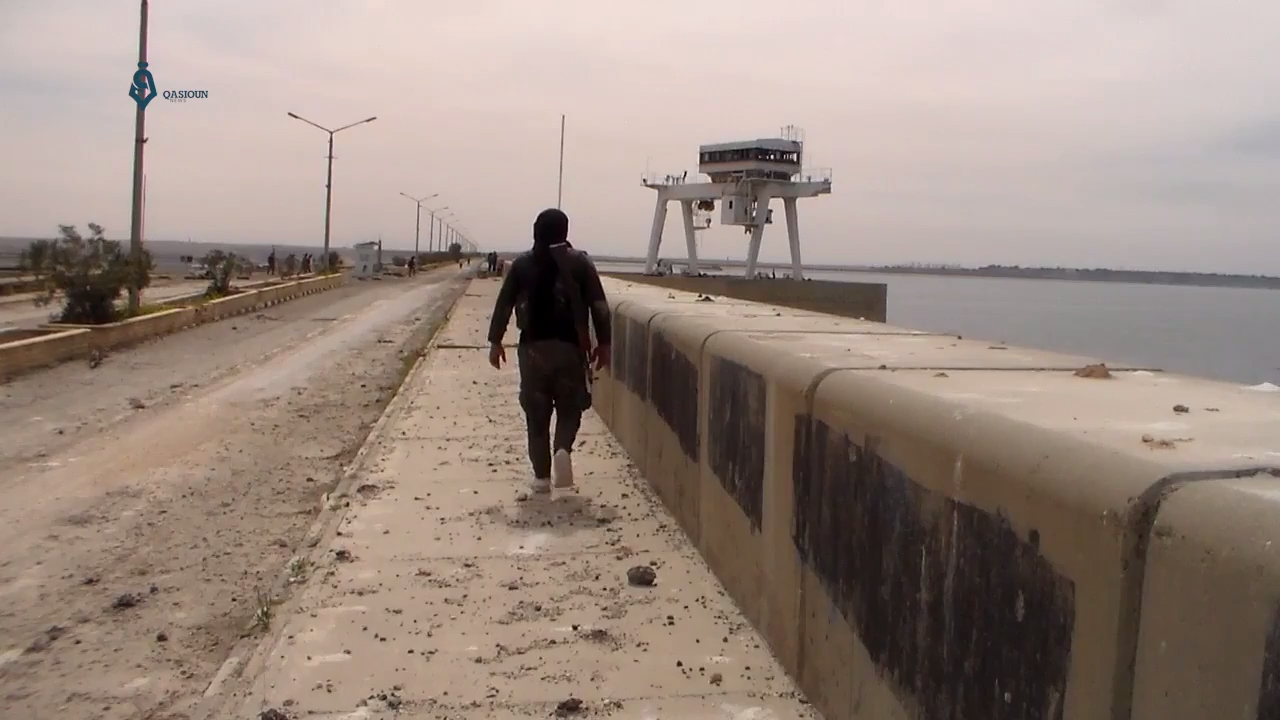
SDF-harcosok a Tavka-gát közelében

Március 22-én az SDF támadást indított, hogy visszafoglalja a Tavra-gátat, Tavra városát és a Tavrai Repülőteret. Az USA Légiereje a CJTF–OIR és a Szíriai Demokratikus Erőnek 500-500 tagját reptette át az Eufráteszen és az Asszád-tavon, és Tavra városától délre, a Shurfa-félszigeten értek földet. A támadást az USA Haditengerészetének tüzérsége valamint légi segítség támogatta. AZ SDF és az USA Speciális erői ezen kívül földet értek a Jazirat al-'Ayd szigeten (vagy félszigeten) a Tavka-gáttól nyugatra, akik el is foglalták azt a területet. Az ISIL-ellenes szövetség egyik szóvivője bejelentette, hogy a támadás során elvágtak egy autópályát, mely egész addig összeköttetést jelentett Aéeppó, Dejr-az-Zaur és Rakka kormányzóságok között. Hozzátette, hogy a sereg 75-80%-a arab harcos, a többiek kurdok. Az SDF bejelentette, hogy területszerzésükkel majdnem teljesen meg tudják gátolni, hogy a Szíriai Arab Hadsereg nyugatról elérhesse Rakkát.
A Pentagon szóvivője, Eric Pahon szerint az offenzíva egy nagy, magas prioritású offenzíva, melynek célja Tavra városának és az ezzel összefüggő Tavra-gátnak a biztosítása volt. Az, hogy repülőgépekkel csapatokat juttattak a frontvonalak mögé, lehetővé tette az SDF és az USA speciális erői részére, hogy elvágják a nyugatról Rakába vezet útvonalat. A földet érés során négy további várost is megszereztek. Az USA jelentései szerint a harcolók 80%-a arab volt, míg a beérkezett csapatok további 20%-át a YPG és a YPJ seregei tették ki.
A koalíciós sajtó információi szerint a támadás összetett hadművelet lesz, melyben kurd seregek is szerepelnek majd, valamint légi erőket is bevetnek majd. Úgy gondolták, hogy a gátat és annak közvetlen környékét az ISIL több száz harcosa őrzi, akik közül többen külföldről jöttek.
Március 24-én az SDF szóvivője, Jihan Sheikh Ahmed bejelentette, hogy elérték a Tavra-gátat, és annak bejáratánál harcolnak az ISIL-lel. A gát elleni támadást az SDF seregei vezették, akiket az USA Speciális Erőinek tagjai követtek. A jelentések szerint az SDF nyolc, a Tavra-gáttól délnyugatra fekvő falut foglalt el. Az Amaq szerint ugyanakkor az SDF kivonult a gát környékéről. A Jabhat Thuwar al-Raqqa online kiadása szerint az SDF elfoglalta a Tavrai Repülőteret, azonban az Al-Masdar News híradása szerint az SDF sajtószobája azt nyilatkozta, ezek a hírek teljesen légből kapottak.

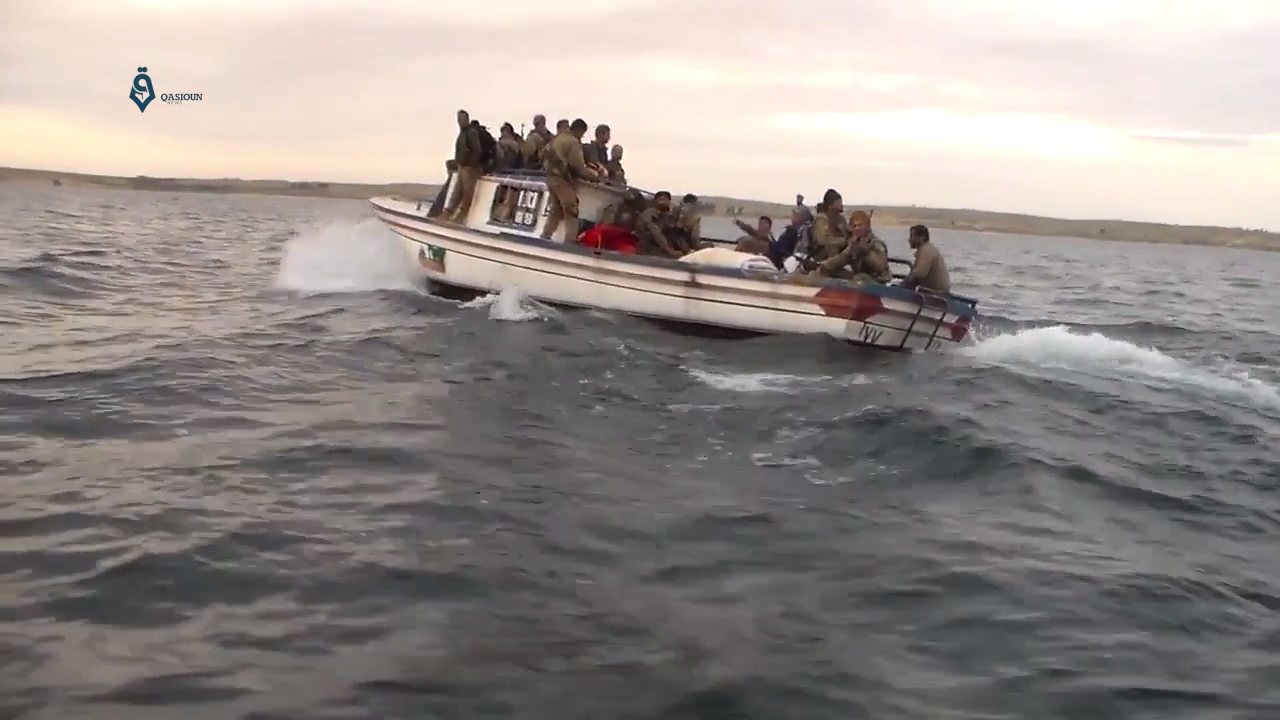
Egy SDF-harcosokat az Asszád-tavon átszállító csónak.

Március 26-án az SDF Tavrától keletre két falut elfoglalt. A jelentések szerint az ISIL nehéztüzérséggel lőtte a Tavra-gát környékét. Aznap az ISIL arról számolt be, hogy a gát az összeomlás szélén van, és már nem sok idő kell az áradásokhoz, de minden zsilip zárva van. A gát teljesen használhatatlan lett, mely az ISIL szerint a koalíció bombázásainak és a légvédelmi bombázásoknak az eredménye, bár az SOHR arról írt, hogy a pontos okok ismeretlenek. Hozzátette, hogy a főépület és a turbinák még mindig az ISIL kezén vannak. Az SDF azonban tagadta, hogy találat érte volna őket, miközben az RISBS (Raqqa is Silently Being Slaughtered) szerint az ISIL arról tájékoztatta a menekülő civileket, hogy a gát biztonságban van. Ezen felül az USA vezette koalíció kijelentette, hogy a Tavra-gát építészetileg ép, és azt nem érte légi támadás. Hozzátették, hogy a gát északi részén az SDF kezén van egy vészhelyzetben használható túlfolyási csatorna, melyet ha kell, tudnak használni. Aznap az SDF szóvivője, Talal Silo bejelentette, hogy az SDF lerohanta a Tavrai Katonai Repülőteret, és annak 60-70%-át megszerezte. Később bejelentették, hogy egy 24 órás csata eredményeképp a teljes reptér a kezükre jutott. Az itt állomásozó ISIL-harcosok északra, Tavra város irányába visszavonultak. Az előretörés közben az SDF seregei két falut is elfoglaltak a repülőtér környékén.
Az ISIL a jelentések szerint visszavonta egy korábbi, Rakka evakuálására vonatkozó rendeletét, mivel állításuk szerint a gát biztonságban van. Ezzel együtt elrendelte, hogy a polgárok maradjanak a városban. Egy nappal később az SDF bejelentette, hogy ideiglenesen felfüggesztik a gát elleni támadást. Később az SDF egyik szóvivője arról számolt be, hogy mérnökeik, akiket a helyszínre engedtek, megállapították, hogy a gát nem rongálódott meg, és nincs veszélyben. Március 28-án az ISIL további 900 harcost telepített Tavra kerületbe, és ezzel akarta meggátolni az ISIL előre törését.

### Tavra bekerítése

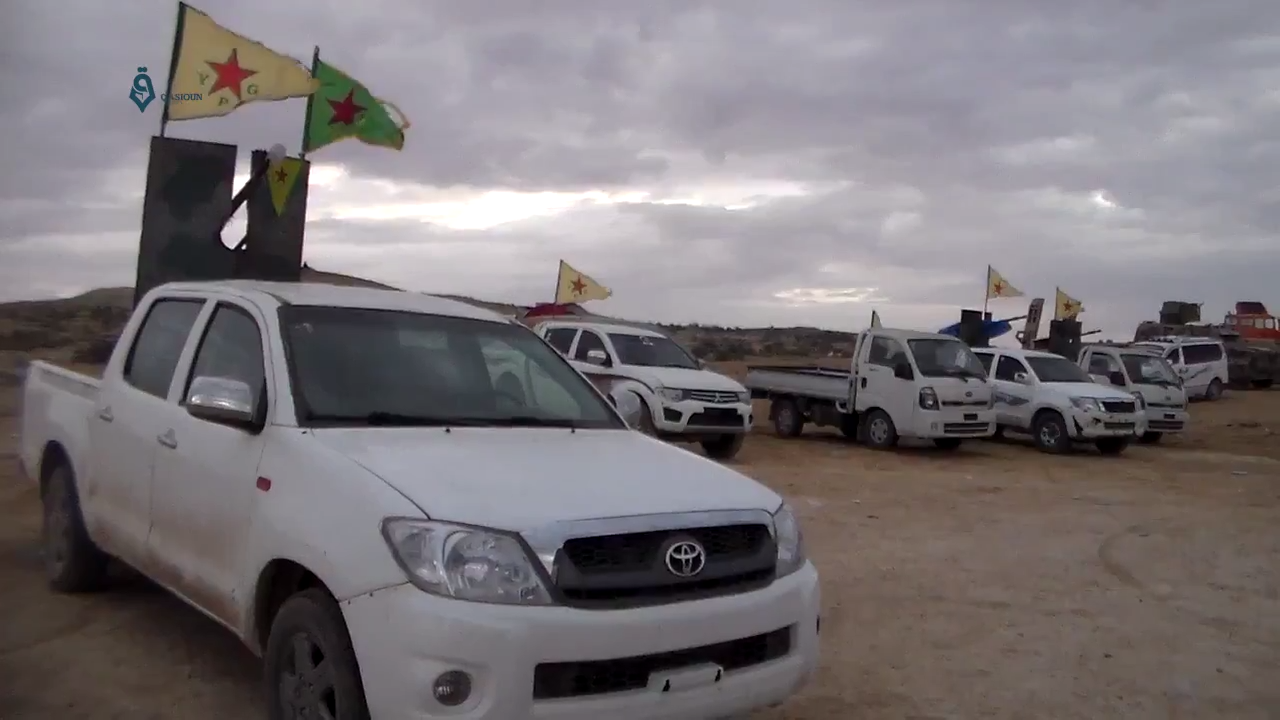
Egy Toyota Hilux és az YPG valamint az YPJ egyéb technicaljai Tavra környékén.

Március 29-én az SDF elvágta a Tavra városa és Rakka közötti útvonalat. Az SDF azt állította, hogy az SDF a nap folyamán lőtte a Tavea-gátat, így a javítási munkákat ideiglenesen fel kellett függeszteni. Március 30-án az SDF seregei megtámadták Tavrától keletre Al-Safsafah városát, és majdnem be is vették a települést.
Április 2-án az SDF és több aktivista is arról számolt be, hogy Tavrától délkeletre, Tavra-gát és a Tavrai Repülőtér környékén visszaverték az ISIL egy erőteljes ellentámadását. Továbbra is előre haladnak a Takva környéki keleti falvakban. Aznap arról is beszámoltak, hogy az SDF teljesen bekerítette a várost, a kurd aktivisták pedig arról nyilatkoztak, hogy az SDF két csoportja egyesült a várostól keletre. Az SOHR viszont azt írta, az SDF még mindig csak próbálja bekeríteni a várost. Másnap az SDF továbbra is Safsafah és Ibad területééért harcolt, hogy bekerítse teljesen Tavrát. Április 3-án olyan hírek érkeztek, melyek szerint az ISIL a fővárosát Rakkából Mayadinba, Dajr-az-Zaur kormányzóságba. Ezután több hónapon át a forrásokat is átvitték, valamint áttelepültek az ISIL vezetői is. Április 5-én az SDF behatolt Safsafah területére, majd körbe is kerítette azt, így Tavra bekerítése is befejeződött. Aznap Safsafah egy részét el is foglalták. A falut másnapra teljesen elfoglalták, így Tavra ostromgyűrűje teljessé vált.
Április 9-én az SDF elfoglalta a Safsafah városától keletre fekvő Ibad falut, így tovább bővítették a Tavra keleti szélén az ellenőrzési területüket, a csatában pedig több mint 25 ISIL-harcos vesztette életét. Az ISIL sikertelen ellentámadást indított Safsafah ellen, miközben ugyanakkor tűz alá vette a Tavrai Repülőteret is. Másnap az SDF egy másik falut is elfoglalt Tavra mellett.
Az USA vezette koalíció április 11-i jelentése szerint az SDF a Tavra-gát 60%-át elfoglalta, és „nagyon közel voltak” a gát felszabadításához. Április 13-i hírek szerint a szövetségesek az SDF egyik harci pozícióját bombázták, mivel tévesen úgy ítélték meg, hogy az az ISIL-hez tartozik. Hozzátették, hogy a légi támadásban a szíriai katonák közül 18-an meghaltak.

### Csata Tavra városért

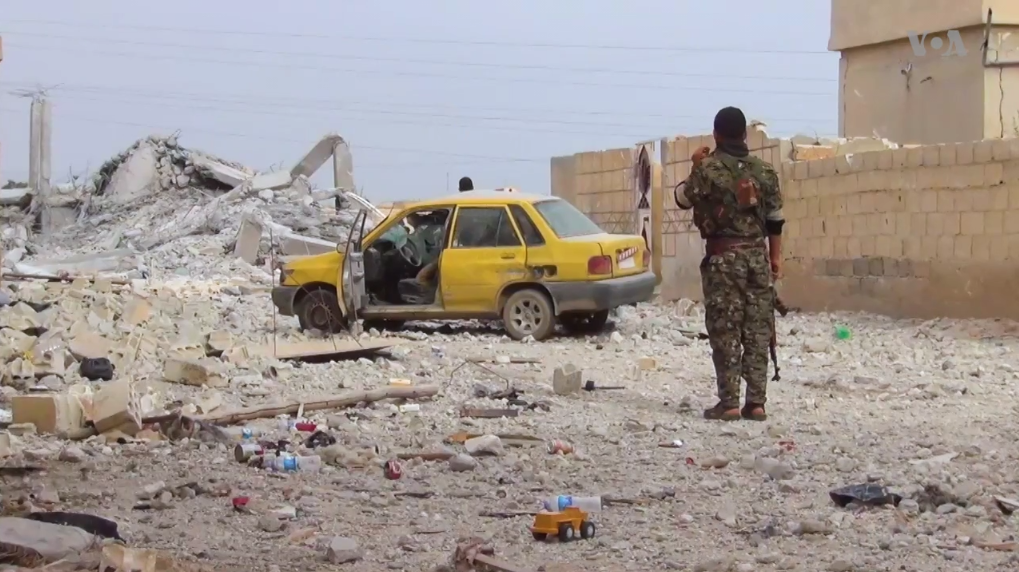
Az SDF egyik harcosa áll Tavra lerombolt részénél.

Április 15-én az SDF-et már csak „pár száz méter” választotta el Tavrától, a harcok pedig már két külvárost is elértek. A nap későbbi szakaszában az SDF keletről és nyugatról behatolt a városba, elfoglalták Dél-Tavra Alexandria városrészét, így a település 15%-a már az ő felügyeletük alatt állt. Április 17-én az SDF tovább haladt, és Tavra 20%-a volt ekkor már az övéké. Szintén ezen a napon jelentették be, hogy a Manbiji Katonai Tanács további 200 harcosa fog részt venni a harcokban, akik közül így már 350-en harcolnak. Április 18-án az SDF elfoglalta az ISIL rádióállomását a városban. Az elkövetkező napokban az SDF úgy döntött, felgyorsítja a hadműveleteit Tavrában, és április 22-re a város negyedét már biztosította.

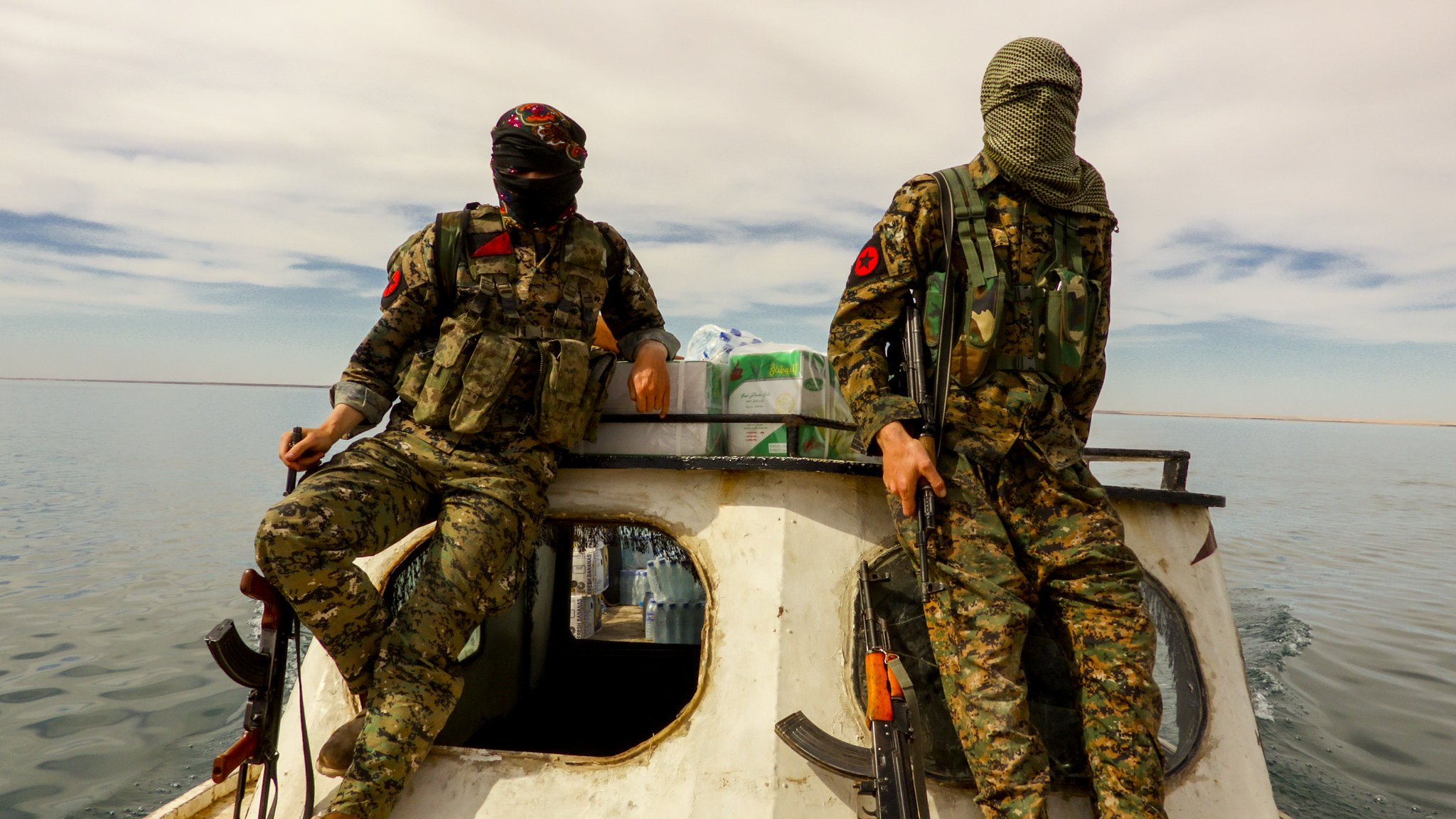
Az IRPGF harcosai szelik át csónakkal az Asszád-tavat.

Április 30-án az SDF újabb területeket szerzett meg a városban. Állításuk szerint további hat kerületet foglaltak el, és az ISIL most már csak a város északi részét ellenőrzi a Tavra-gát mellett. Az SOHR szerint az SDF a város kevesebb mint 40%-át tartja ellenőrzése alatt, melyben ott van az Óváros több mint fele. Aznap később már olyan hírek érkeztek, melyek szerint a város 60%-a van az SDF kezén. Másnap az SDF olyan közleményt adott ki, mely szerint az Óvárost teljesen elfoglalta, így az ISIL már csak a gát menti újabb városrészeket felügyeli, maradék körülbelül 80% ura pedig a Szíriai Demokratikus Erők.
Az SDF május 2-i jelentése szerint a város 90%-a a kezén van, a kurd harcosok pedig arról tárgyalnak az ISIL-lel, hogy engedje őket elvonulni az ellenőrzése alatt lévő területekről. Május 3-ra az SDF már majdnem az egész várost elfoglalta, kivéve egy szűk északi részt és a gát melletti sávot. Az ISIL Tavrában és környékén is ellentámadásokat hajtott végre. Később bejelentették, hogy egy megállapodás értelmében az ISIL megmaradt serege elhagyhatja a várost és a gát környékét. Az SDF ls annak parancsnokai azonban tagadták, hogy bármilyen megállapodást kötöttek is volna, és hozzátették, hogy egy Tavka melletti faluban valamint a város három északi kerületében továbbra is harcoknak az ISIL harcosaival, akik civilek közé bújtak el.

### A csata vége

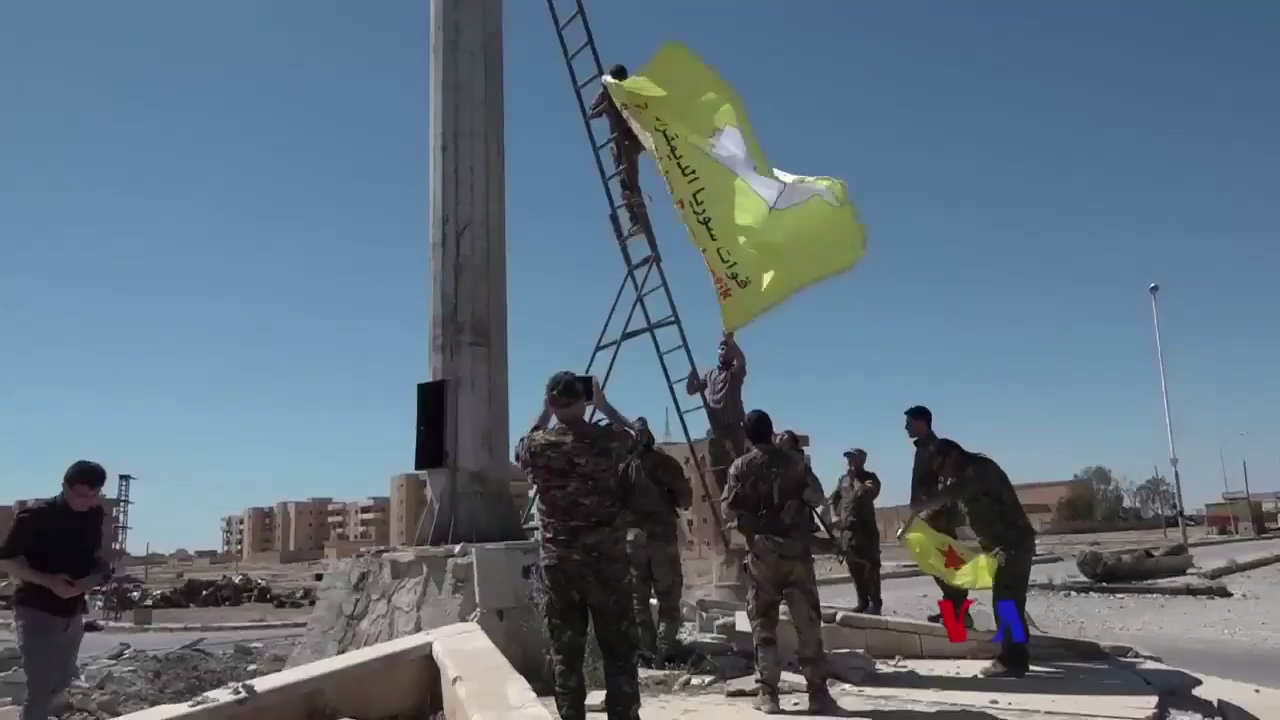
Az SDF harcosai saját zászlajukat tűzik ki Tavkára

Május 10-én még két területet tartott a kezén az ISIL. Az egyik oldalon az ISIL elit seregéhez tartozó 14 csecsen és francia-afrikai ISIL-harcos tartotta ellenőrzése alatt a túlfolyási zsilipet s több alagutat a Tavka-gát belsejében. Bár világítás és friss levegő nélkül maradtak, valamint mivel a koalíció folyamatosan zavarta a rádiós sávjukat, nem tudtak kapcsolatba lépni a társaikkal, ők megpróbáltak hetekig kitartani. A másik, nagyobb csoport 50 harcosból állt, akik néhány, jól megerősített apartmant tartottak meg sikeresen. Május 10-én azonban az utolsó itteni ellenállást is felszámolták, mikor az ISIL itteni seregei is megadták magukat vagy elmenekültek. Az USA Központi Parancsnoksága szerint az iszlamisták eleget tettek az SDF azon kérésének, hogy hatástalanítsák a gát köré lerakott robbanóeszközöket. Az ISIL ellenes koalíció azt mondta, feljegyezték, kik azok az ISIL-harcosok, akik elhagyták a várost, és azokat, akiket civilek veszélyeztetése nélkül likvidálni lehetett, megölték. Aznap 16 órakor az SDF parancsnoka, Rojda Felat bejelentette, hogy Tavka teljes egészében az SDF ellenőrzése alá került. Ezután az SDF nekiállt az elfoglalt területek tisztogatásának, és vadászott az ISIL megmaradt erőire, valamint folytatta az aknamentesítést.